# Zollkodex der Union
Der Zollkodex der Union, kurz Unionszollkodex (UZK) ist eine Kodifikation der zentralen Aspekte des Zollrechts der Europäischen Union. Die Kodifikation erfolgt durch die Verordnung (EU) Nr. 952/2013 des Europäischen Parlaments und des Rates vom 9. Oktober 2013 zur Festlegung des Zollkodex der Union. Als Basisrechtsakt bildet er zusammen mit den delegierten Verordnungen und den dazugehörigen Durchführungsverordnungen das Zollrecht der Europäischen Union. Der Zollkodex regelt die Arbeitsweise der Zollbehörden, die zentrale Zollabwicklung, das Zollschuldrecht, besondere Zollverfahren, den elektronischen Datenaustausch und die Datenspeicherung in der Zollpraxis. Der Zollkodex der Union ist seit dem 1. Mai 2016 anwendbar und ersetzte bis 2020 schrittweise die bisherigen Verfahren.
Der Zollkodex ist die Zusammenfassung und Harmonisierung aller Zollvorschriften und dient somit der Zollunion der Europäischen Union. Ausgehend vom Konzept des Binnenmarktes enthält der Kodex allgemeine Bestimmungen, Verfahrensvorschriften und andere Regelungen, welche die Anwendung der zollrechtlichen, zolltariflichen und übrigen Maßnahmen sicherstellen, die im Rahmen des Warenverkehrs zwischen der Union und Drittländern erlassen wurden.

## Wesentliche Änderungen zum früheren Gemeinschaftszollkodex (Modernisierten Zollkodex)
- Anpassung der Terminologie (Unionsware, Zollgebiet der Union)
- Vereinheitlichung und Reduzierung auf drei Zollverfahren (bisher fünf)
- Elektronischer Datenaustausch und Datenspeicherung werden die Regel (mit Übergangsfristen bis Ende 2020)
- Ausgewogenere Aufteilung der Vorschriften auf Basisrechtsakt und Durchführungsverordnungen
- Einführung von weiteren Verfahrenserleichterungen
- Wirtschaftsfreundlicheres Zollschuldrecht
- Erleichterung der zentralen Zollabwicklung
- Entfall der Differenzverzollung bei der passiven Veredelung
- Aufgabe zugunsten der Staatskasse
- Einführung von Verwaltungssanktionen

Bestehende Bewilligungen und Entscheidungen bleiben bestehen, unterliegen aber einer Neubewertung voraussichtlich bis 1. Mai 2019.[veraltet]
Für die Einfuhr gewerblicher (Post-)Sendungen entfällt die mündliche Zollanmeldung faktisch. Sie gilt nur noch für Waren, die im Reisegepäck mitgeführt werden und deren Wert 1000 Euro bzw. deren Gewicht 1000 kg nicht überschreitet.
Für den Zugelassenen Wirtschaftsbeteiligten gelten neue Bewilligungsvoraussetzungen. Der Zollbeauftragte des Unternehmens muss seine praktische oder berufliche Befähigung nachweisen.
Auch die Anforderungen für Lieferantenerklärungen und Langzeit-Lieferantenerklärungen sind im Zollkodex der Union enthalten. Der Wortlaut der Erklärungen ändert sich nicht. Langzeit-Lieferantenerklärungen können bis zu zwei Jahre nach Ausstellungsdatum gültig sein (bisher ein Jahr). Rückwirkende Langzeit-Lieferantenerklärungen können nur dann ausgestellt werden, wenn der Beginn des Lieferzeitraums höchstens ein Jahr zurückliegt.
Verbindliche Zolltarifauskünfte sind drei Jahre gültig (bisher sechs Jahre) und sowohl für die Zollverwaltung als auch für den Inhaber bindend.

## Geschichte
Die Binnenzölle zwischen den genannten Staaten wurden stufenweise abgebaut (1938: 33 %; 1960: 7 %; 1990: 1,2 %), und nach langjährigen Verhandlungen entstand 1968 der erste gemeinsame Zolltarif, dem die nationalen Außenzölle schrittweise angepasst wurden.
Zum 1. Januar 1962 wurde dann ein erstes Zollgesetz erlassen, dessen wesentliches Ziel in der Vereinfachung und Beschleunigung des Zollverfahrens der einzelnen Mitgliedstaaten lag. Wichtigstes Fernziel war jedoch der gemeinschaftliche Binnenmarkt innerhalb der EU. Dieses Ziel wurde mit dem einheitlichen und allgemeingültigen Zollkodex der Gemeinschaften (Gemeinschaftenzollkodex, GZK) erreicht, der zum 1. Januar 1993 das materielle Zollrecht der einzelnen Mitgliedstaaten ersetzte.
2008 wurde der Zollkodex der Gemeinschaft (Gemeinschaftszollkodex, Modernisierter Zollkodex, MZK) veröffentlicht, der ab 2013 angewendet werden sollte. Durch das Inkrafttreten des Vertrags von Lissabon am 1. Dezember 2009 und Verzögerungen bei der Entwicklung EU-weiter IT-Systeme wurde ein Rahmen für weitere Übergangslösungen erforderlich. Die Europäische Kommission einigte sich mit dem Rat und dem Parlament 2013 auf den Zollkodex der Union (Unionszollkodex, UZK), der ab 1. Mai 2016 anwendbar war. Am 31. Dezember 2020 endete der Übergangszeitraum für die Anpassung der IT-Systeme.

## Auswirkungen auf das Recht der Mitgliedstaaten
Der Zollkodex ist als Verordnung nach Art. 288 Absatz 2 AEUV in allen Teilen allgemein gültig und verbindlich und wirkt in allen Mitgliedstaaten der EU unmittelbar, ohne dass es einer nationalen Umsetzungsmaßnahme bedarf. Auf Grund des Anwendungsvorrangs des Unionsrechts verdrängt der Zollkodex in seinem Anwendungsbereich anders lautende nationale Vorschriften. Nationale Regelungen sind in diesem Bereich somit nur noch anwendbar, wenn im Zollkodex nichts anderes bestimmt ist oder auf geltendes Recht (Art. 4 Nr. 23) verwiesen wird, bzw. wie in Art. 245 ZK ein Verweis vorliegt. In Deutschland sind hiervon hauptsächlich die Vorschriften der Abgabenordnung betroffen. Eine Anpassung des deutschen Rechts erfolgte im Jahr 2015 im Rahmen des Zollkodex-Anpassungsgesetzes (Gesetz zur Anpassung der Abgabenordnung an den Zollkodex der Union und zur Änderung weiterer steuerlicher Vorschriften).